# Fleur de douche

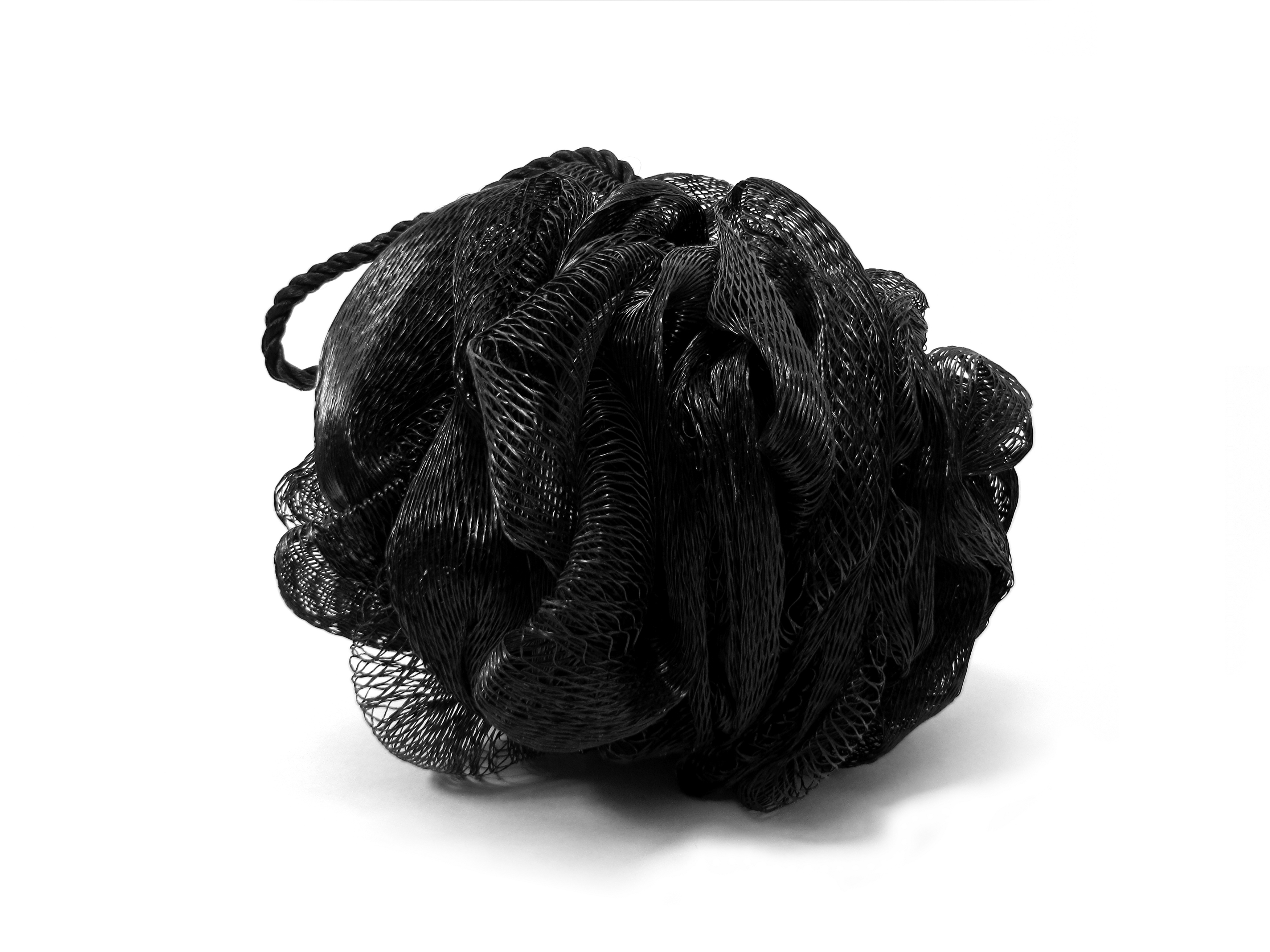
Fleur de bain noire

La fleur de douche, de bain, éponge-fleur ou éponge-filet est un ustensile qui tend à remplacer le gant de toilette.

## Étymologie
C’est une version « occidentale » du djampé (mot soninké) africain.